# André Henry (polityk)
André Henry (ur. 15 października 1934 w Fontenoy-le-Château) – francuski polityk, nauczyciel i związkowiec, działacz Partii Socjalistycznej, minister.

## Życiorys
Kształcił się w École normale d’instituteurs de Mirecourt, szkole przygotowującej nauczycieli szkół podstawowych. Od 1956 z przerwą na czas służby wojskowej pracował jako nauczyciel. Działał w nauczycielskim związku zawodowym SNI (Syndicat national des instituteurs), a także w federacji związków oświatowych FEN (Fédération de l'Éducation nationale). Pełnił różne funkcje w strukturach tych organizacji, był sekretarzem krajowym SNI oraz sekretarzem generalnym FEN (1974–1981).
W 1974 wstąpił do Partii Socjalistycznej. Od maja 1981 do marca 1983 był ministrem ds. wolnego czasu w pierwszym i drugim rządzie premiera Pierre’a Mauroy. W latach 1983–1984 zasiadał w radzie miejscowości Épinal. Po odejściu z rządu pełnił m.in. funkcje prezesa krajowego funduszu energetyki (1984–1988) oraz generalnego inspektora administracji oświatowej (1989–1995); przeszedł następnie na emeryturę. W 1990 został wiceprzewodniczącym organizacji kulturalno-edukacyjnej Mission laïque française. W latach 2001–2006 kierował stowarzyszeniem ALEFPA, zajmującym się edukacją, szkoleniami i profilaktyką.

## Odznaczenia
Odznaczony Orderem Narodowym Zasługi III klasy (1984), Legią Honorową V klasy (1986) oraz Orderem Palm Akademickich III klasy (1989).